# Miguel de la Madrid
Miguel de la Madrid Hurtado (ngày 12 tháng 12 năm 1934 – ngày 01 tháng 4 năm 2012) là một chính trị gia người Mexico liên kết với Đảng Chế độ Cách mạng (PRI), người từng là Tổng thống số 52 của Mexico từ 1982 đến 1988. Nhiệm kỳ tổng thống của ông nổi tiếng vì đã giới thiệu những chính sách kinh tế tân tự do cho Mexico và phản ứng chậm chạp của chính quyền đối với cuộc động đất năm 1985 tại thành phố Mexico City đã xảy ra vào thời kỳ ông quản lý.

## Tiểu sử
Miguel de la Madrid sinh ra ở thành phố Colima, Colima, Mexico. Ông là con của Miguel de la Madrid Castro một luật sư đáng kể (người đã chết khi con trai của ông chỉ có hai) và Alicia Hurtado. Ông nội của ông là Enrique Octavio de la Madrid, thống đốc Colima. Ông tốt nghiệp bằng cử nhân luật tại Đại học Tự chủ Quốc gia Mê-hi-cô (UNAM) và nhận bằng thạc sĩ về Quản trị Công từ Trường Chính phủ John F. Kennedy thuộc Đại học Harvard, Hoa Kỳ.